# Метт Деймон
Метт Де́ймон повне ім'я: Ме́тью Пейдж Де́ймон (англ. Matthew Paige Damon); нар. 8 жовтня 1970, Кембридж, Массачусетс, США) — американський актор, продюсер і сценарист. Лауреат премій «Оскар» і «Золотий глобус» за 1998 рік в категорії «Найкращий оригінальний сценарій фільму» за фільм «Розумник Вілл Гантінґ» (1997) (разом з Беном Аффлеком). Також номінувався на «Оскар» за роль другого плану у фільмі 2009 року «Непідкорений».
Найвідоміші фільми з участю Метта Деймона — драма «Розумник Вілл Гантінґ» (1997), «Врятувати рядового Раяна» (1998), «Догма» (1999), кримінальна драма «Талановитий містер Ріплі» (1999); три частини про пригоди друзів Оушена: «Одинадцять друзів Оушена» (2001), «Дванадцять друзів Оушена» (2004), «Тринадцять друзів Оушена» (2007); 4 фільми (з п'яти) про Джейсона Борна: «Ідентифікація Борна» (2002), «Перевага Борна» (2004), «Ультиматум Борна» (2007) та «Джейсон Борн» (2016); а також фільм Мартіна Скорсезе «Відступники» (2006).

## Біографія
Метью Пейдж Деймон народився 8 жовтня 1970 року в американському місті Кембридж поблизу Бостона, штат Массачусетс, де знаходиться відомий Гарвардський університет. Перші два роки його життя минули в сусідньому передмісті Бостона місті Ньютон. Його батько Кент Деймон (народився в 1943 році) був бухгалтером з оподаткування, біржовим маклером і ріелтором, а мати Ненсі Карлссон-Пейдж — професором у коледжі Леслі (Lesley College), що спеціалізується на підготовці вчителів молодших класів. У його родоводі є шотландське та англійське коріння, а його дідусь був фіном. Також у Метта Деймона є старший брат Кайл Деймон (народився в 1967 році), який став скульптором.
У 1973 році, коли Метту не було ще 3 років, його батьки розлучилися, і він разом з братом залишився на вихованні в матері. Вони повернулися до Кембриджу. Майбутній актор виріс у будинку, де, крім них, жило ще п'ять родин. Одним із їхніх сусідів був Говард Зінн, автор книги «Історія народу Сполучених Штатів», яку Метт Деймон згадує у своєму фільмі «Розумник Вілл Хантінг».
У 1980 році в 10-річному віці Метт Деймон познайомився з Беном Аффлеком, який жив на його вулиці через два квартали. Вже тоді вони стали найкращими друзями, а в майбутньому — професійними партнерами в кіно. Метт у Кембриджі закінчив школу Cambridge Rindge and Latin School і вступив до Гарвардського університету, де провчився три роки, потім кинув і поїхав до Нью-Йорку, а потім до Голлівуду.
Перші свої невеликі ролі Метт зіграв, ще коли вчився в школі. У Нью-Йорку він знявся в рекламному ролику. Приїхавши до Голлівуду, Деймон отримав маленьку роль у фільмі «Містична піца» (1988). У 1995 році відмовився від головної ролі у фільмі «Швидкий і мертвий», яку, зрештою, зіграв Леонардо Ді Капріо. Актор міг зіграти одну з ролей у фільмі «Померти заради» (1995), але зрештою роль дісталася Хоакіну Феніксу. У 1996 році з'явився у фільмі «Мужність у бою» (Courage Under Fire) з Дензелом Вашингтоном і Мег Раян.
Разом з Беном Аффлеком вони дописали сценарій до фільму «Розумник Вілл Гантінґ», який розпочали писати ще в Гарварді як п'єсу. Однак сценарій відмовлялися купувати через те, що Деймон з Аффлеком бажали грати у фільмі. Нарешті сценарій придбала кінокомпанія Miramax Films. Фільм «Розумник Вілл Гантінґ» (1997) приніс Деймону й Аффлеку «Оскар» за найкращий сценарій. З бюджетом 10 млн доларів картина у світовому прокаті зібрала 225 млн доларів.
У 1998 році Метт зіграв у фільмі «Врятувати рядового Раяна» Стівена Спілберга. У 1999 році з Беном Аффлеком він знімається в комедії «Догма» Кевіна Сміта про двох занепалих ангелів та фільмі «Талановитий містер Ріплі» режисера Ентоні Мінгелли з Гвінет Пелтроу і Джудом Лоу. Для того, щоб виконати головну роль у фільмі «Талановитий містер Ріплі», Метт Деймон схуд на 13,5 кілограмів. До того ж йому довелося навчитися грати на піаніно.

## Особисте життя
Дружина Метта Деймона — аргентинка Лючіана Бозан Баррозо (ісп. Luciana Bozán Barroso). Вони познайомилися у квітні 2003 року в Маямі (під час знімання фільму «Застряг у тобі»). У вересні 2005 року пара заручилася, а 9 грудня 2005 року Метт і Лючіана уклали цивільний шлюб у Нью-Йорку, на Мангеттені. У Метта Деймона є пасербиця Алексія (ісп. Alexia, нар. 1998), дочка Лючіани Баррозо від попереднього шлюбу, та три спільні дочки: Ізабелла (англ. Isabella) народилася 11 червня 2006, Джіа Завала (англ. Gia Zavala) народилася 20 серпня 2008 року та Стелла Завала (англ. Stella Zavala) — 20 жовтня 2010-го.
У 2009 році Метт Деймон став одним із співзасновників організації Water.org, яка допомагає забезпечити країни, що розвиваються, чистою водою.